# Jamais Contente
El Jamais Contente (mai content) va ser el primer vehicle automòbil que superà la fita dels 100 km/h. Es tractava d'un cotxe elèctric amb forma de torpede sobre rodes. Aquest rècord es va aconseguir, segons les fonts, entre el 29 d'abril i el primer de maig de 1899 a Achères. Va ser construït per la Compagnie Générale Belge des Transports Automobiles Jenatzy.

## El pilot

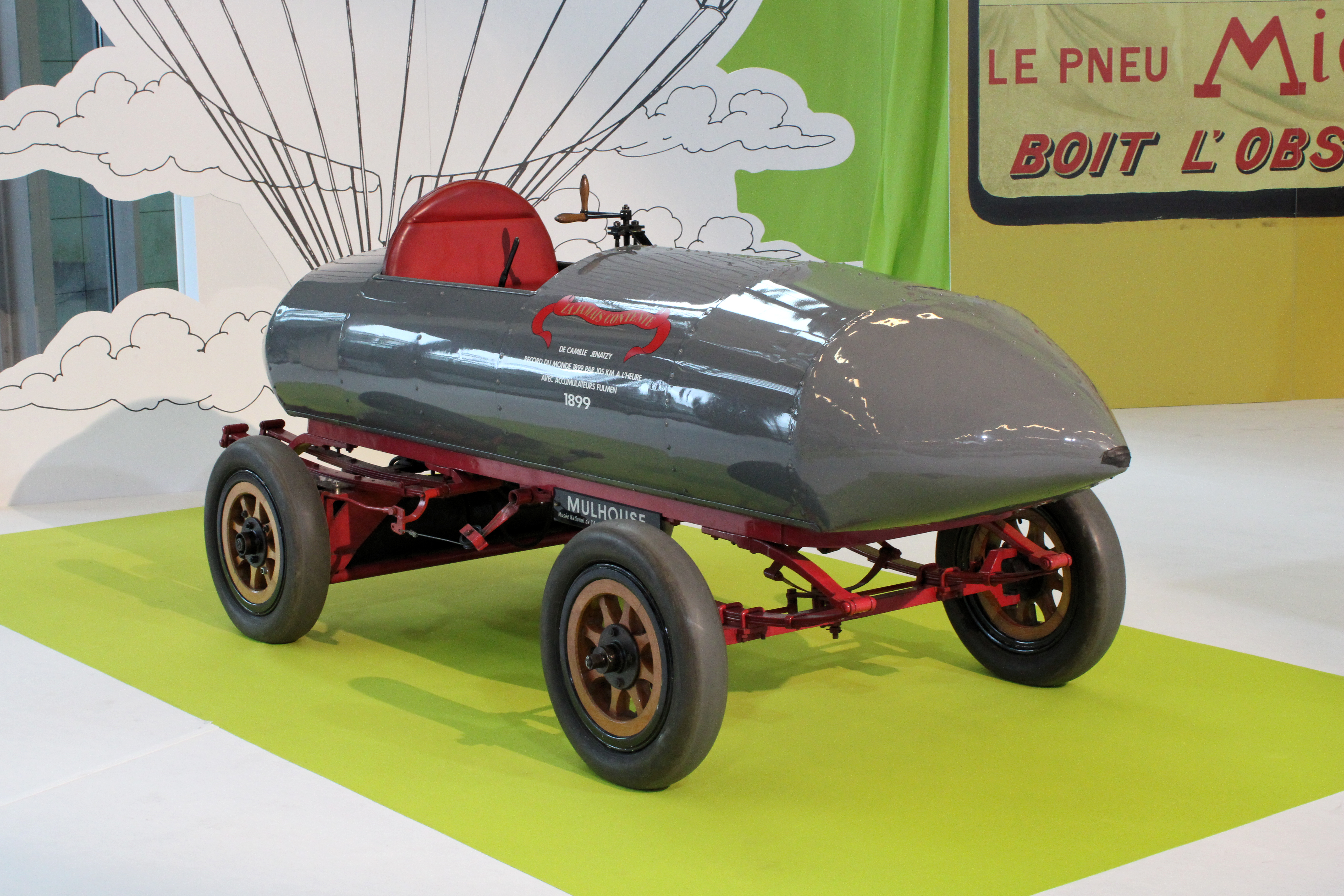
El Jamais Contente fotografiat a París el 2018.

El seu pilot, el belga Camille Jenatzy, era fill de Constant Jenatzy, fabricant de productes manufacturats fets de cautxú, inclosos els pneumàtics, nous en aquella època. Camille havia estudiat enginyeria de l'electricitat i es va interessar en la tracció elèctrica de vehicles de motor, que va començar a aplicar a partir de 1898.
Enginyer reputat i pilot de gran talent, Jenatzy va fer construir, segons els seus plans, diversos tipus de vehicles, especialment taxis elèctrics, per a la Compangie Internationale de París.

## Motivació
Desitjant fer-se un lloc en el molt prometedor mercat dels taxis a París, va crear una planta que va produir molts taxis i furgonetes elèctriques. Tenia un competidor formidable, el carrosser Jeantaud, contra qui no lluitava amb publicitat basada en la velocitat dels vehicles.
Per establir definitivament la reputació de la seva empresa, Jenatzy va construir un prototip en forma d'obús (projectil de canó de gran calibre), fet pel carrosser Rothschild, de partinium (aliatge d'alumini, tungstè i magnesi laminat).

## Motor

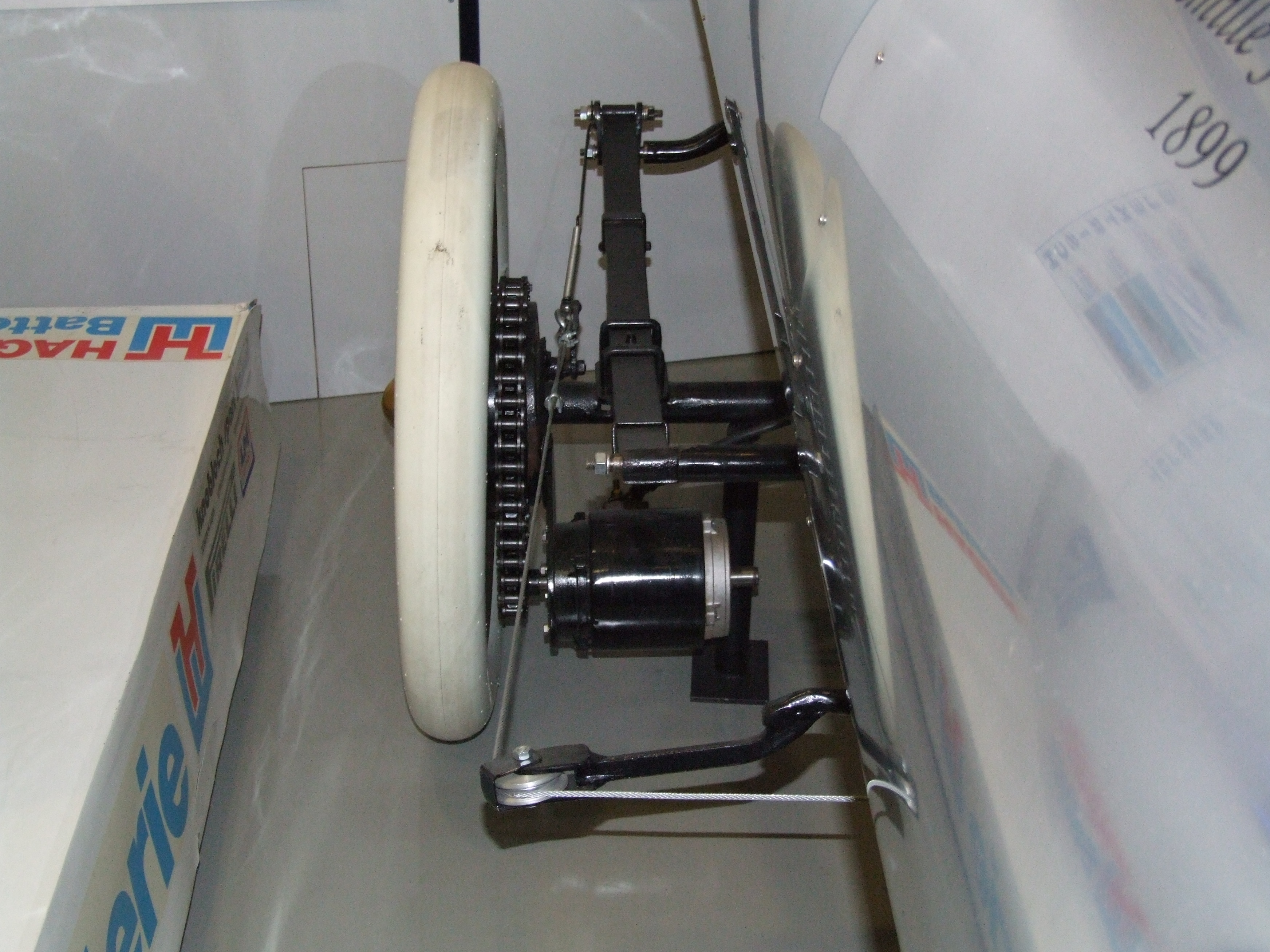
Detall del motor en una reconstrucció.

El rècord va ser possible gràcies a dos motors elèctrics, connectats a cada un dels eixos de les rodes (marca Postel-Vinay), d'una potència màxima total de 50 quilowatts (68 cavalls aproximadament). L'alimentació n'era per bateries d'acumuladors Fulmen. Els motors estaven connectats directament a les rodes del darrere, que eren motrius.

## Rècord de velocitat
Sobre un recorregut d'un quilòmetre per a accelerar, un altre per a la màxima velocitat i un altre per a la frenada, la velocitat aconseguida va ser de 105,882 km/h, amb què va polvoritzar el rècord del comte Gaston de Chasseloup-Laubat, de 92,78 km/h, el 4 març de 1899. Després d'aquesta gesta, el motor de combustió interna de gasolina va suplantar, al segle següent, la tecnologia de l'automòbil elèctric.
El vehicle està exposat al museu de cotxes de Compiègne (departament d'Oise). Una rèplica exacta, en estat de funcionament, es va completar el 1993 per iniciativa del Lions Club de Le Bourget, per estudiants d'enginyeria de la Universitat de Tecnologia de Compiègne, sota la direcció de Christian Wannyn.